# Oszkár Vilezsál
Oszkár Vilezsál, född 17 september 1930 i Salgótarján, död 20 juli 1980 i Göd, var en ungersk fotbollsspelare.
Han blev olympisk bronsmedaljör i fotboll vid sommarspelen 1960 i Rom.